# Quaesitio
Quaesitio (pysma), ett begrepp inom retoriken. Quaesitio är en mängd frågor som rappt ställs utan att svar förväntas, ofta med avsikt att piska upp eller förmedla känslor.
Den svenske TV-programledaren Sverker Olofsson, känd från programmet Plus, är bland annat känd för att använda sig av detta.[källa behövs]

## Exempel
– Ska det verkligen vara så här? Är det så här vi vill att framtiden ska se ut? Menar ni att det ska vara på det viset?